# Benoît Salmon
Benoît Salmon (Dinan, Bretanya, 9 de maig de 1974) és un ciclista francès, professional entre 1996 i 2008. En el seu palmarès destaca la victòria a la classificació dels joves del Tour de França de 1999 i el Gran Premi del Midi Libre del mateix any.
Des del 2010 és director esportiu del Vélo Club La Pomme Marseille.

## Palmarès
- 1996
  - 1r a la Fletxa Ardenesa
- 1998
  - 1r al Tour de Valclusa i vencedor d'una etapa
- 1999
  - 1r al Gran Premi del Midi Libre i vencedor d'una etapa
  -  1r de la Classificació dels joves del Tour de França
- 2001
  - Vencedor d'una etapa del Gran Premi del Midi Libre

### Resultats al Tour de França
- 1997. Desqualificat (18a etapa)
- 1998. 28è de la classificació general
- 1999. 16è de la classificació general.  1r de la Classificació dels joves
- 2000. 127è de la classificació general
- 2001. 35è de la classificació general
- 2004. 83è de la classificació general
- 2006. 39è de la classificació general
- 2007. 125è de la classificació general

### Resultats a la Volta a Espanya
- 2002. 83è de la classificació general